# Dibeloniella
Dibeloniella is een geslacht van schimmels behorend tot de familie Mollisiaceae. De typesoort is Dibeloniella vossii.

## Soorten
Volgens Index Fungorum bevat het geslacht drie soorten (peildatum mei 2023):
| Soortnaam               | Auteur(s)                | Publicatiejaar |
| ----------------------- | ------------------------ | -------------- |
| Dibeloniella citrinella | (Rehm) E. Müll. & Défago | 1968           |
| Dibeloniella raineri    | (De Not.) Nannf.         | 1932           |
| Dibeloniella vossii     | (Rehm) Nannf.            | 1932           |